# Okna (Polepy)
Okna jsou malá vesnice, část obce Polepy v okrese Litoměřice. Nachází se asi 2 km na západ od Polep. Prochází zde silnice II/261. V roce 2009 zde bylo evidováno 42 adres. V roce 2011 zde trvale žilo 80 obyvatel.
Okna leží v katastrálním území Okna u Polep o rozloze 1,32 km².

## Historie
Nejstarší písemná zmínka pochází z roku 1390.

## Obyvatelstvo
|                                                                 | 1869 | 1880 | 1890 | 1900 | 1910 | 1921 | 1930 | 1950 | 1961 | 1970 | 1980 | 1991 | 2001 | 2011 |
| --------------------------------------------------------------- | ---- | ---- | ---- | ---- | ---- | ---- | ---- | ---- | ---- | ---- | ---- | ---- | ---- | ---- |
| Obyvatelé                                                       | 154  | 157  | 151  | 171  | 191  | 197  | 216  | 107  | 107  | 95   | 84   | 57   | 84   | 80   |
| Domy                                                            | 35   | 35   | 27   | 35   | 36   | 34   | 39   | 34   | .    | 31   | 28   | 36   | 41   | 40   |
| Počet domů z roku 1961 je zahrnut v domech místní části Polepy. |      |      |      |      |      |      |      |      |      |      |      |      |      |      |

## Pamětihodnosti
V hospodářském areálu severně od návsi se dochoval silně přestavěný okenský zámek. Postaven byl na počátku osmnáctého století, ale po roce 1773 byl upraven k hospodářským účelům.